# 纳格什瓦拉究提林迦

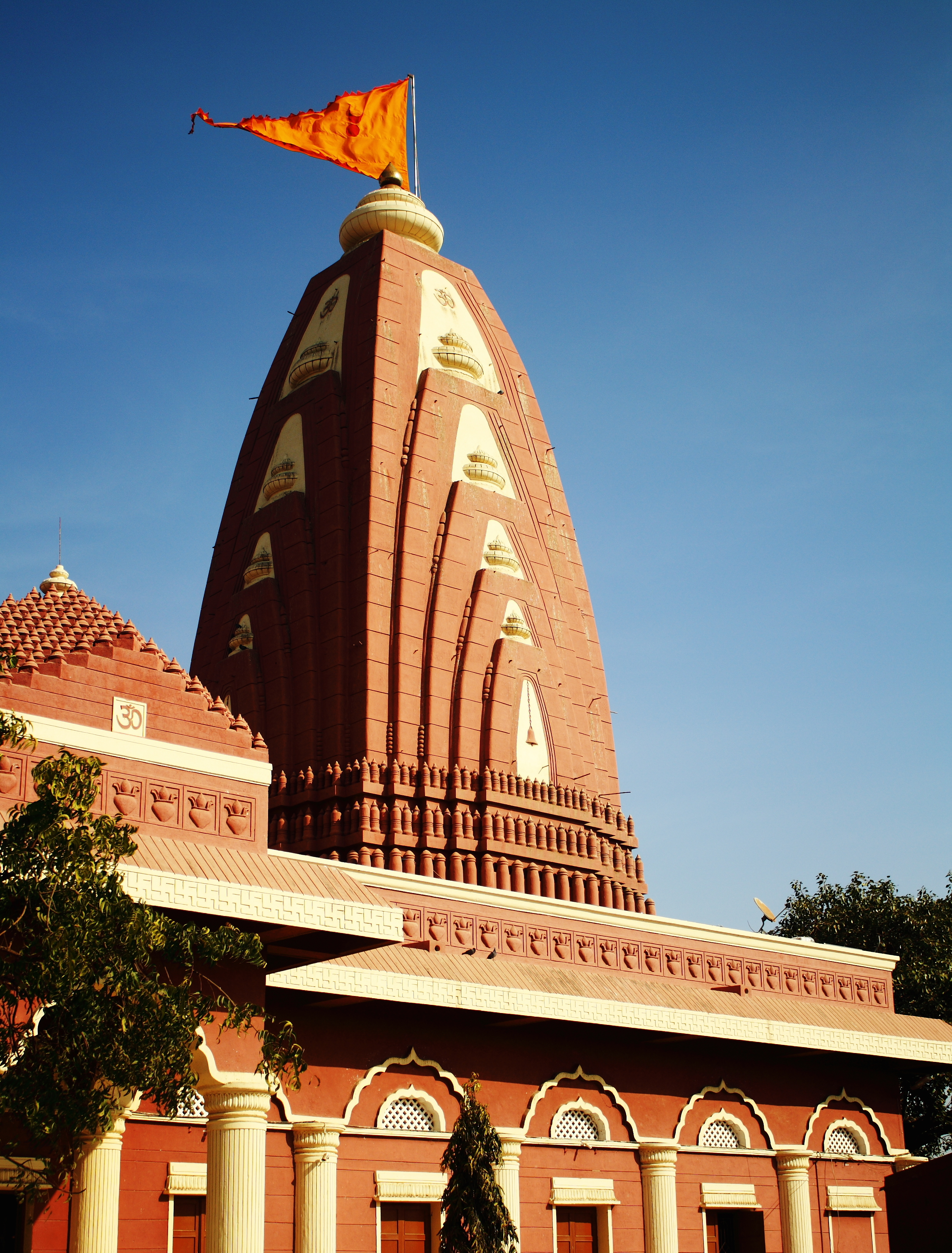

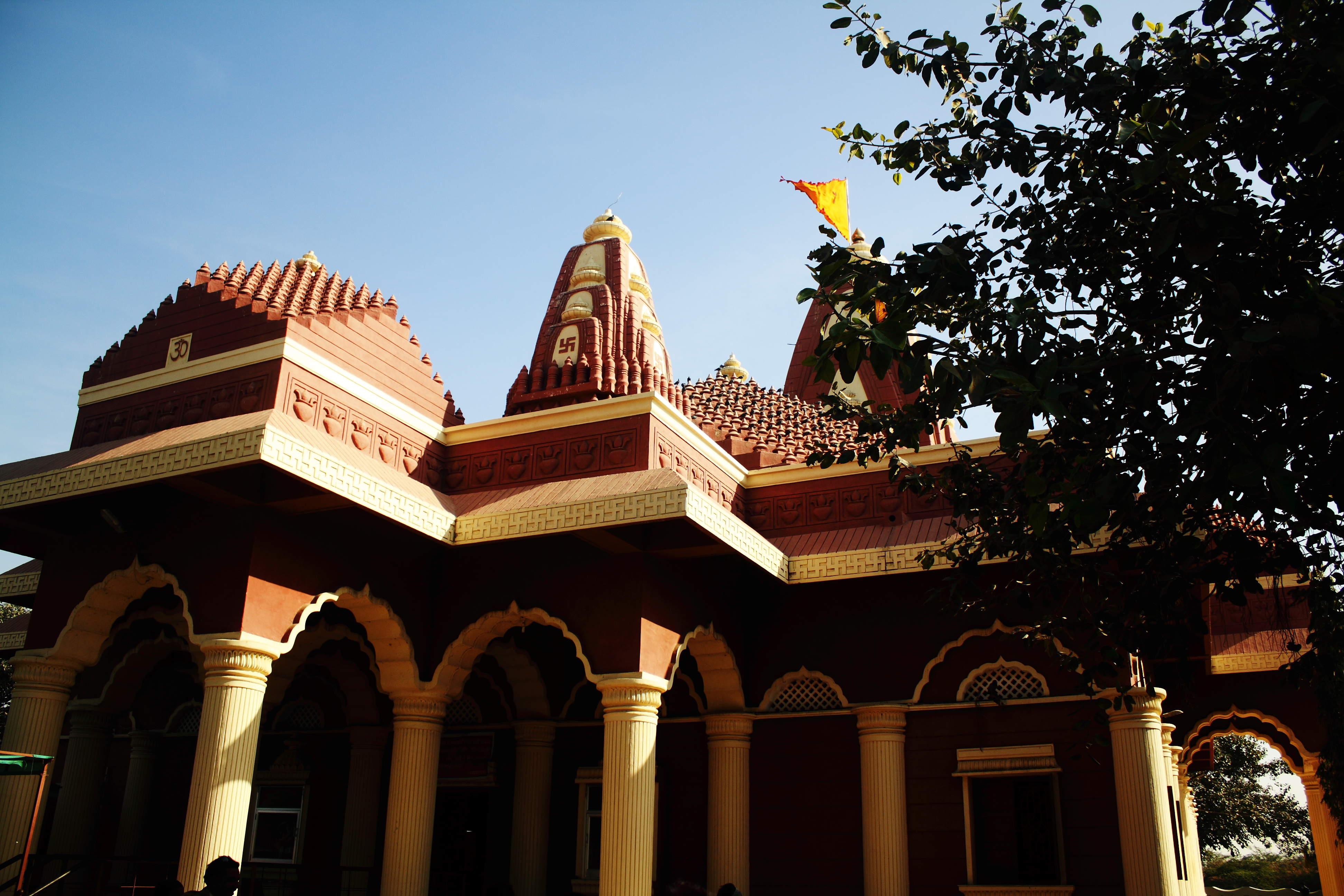

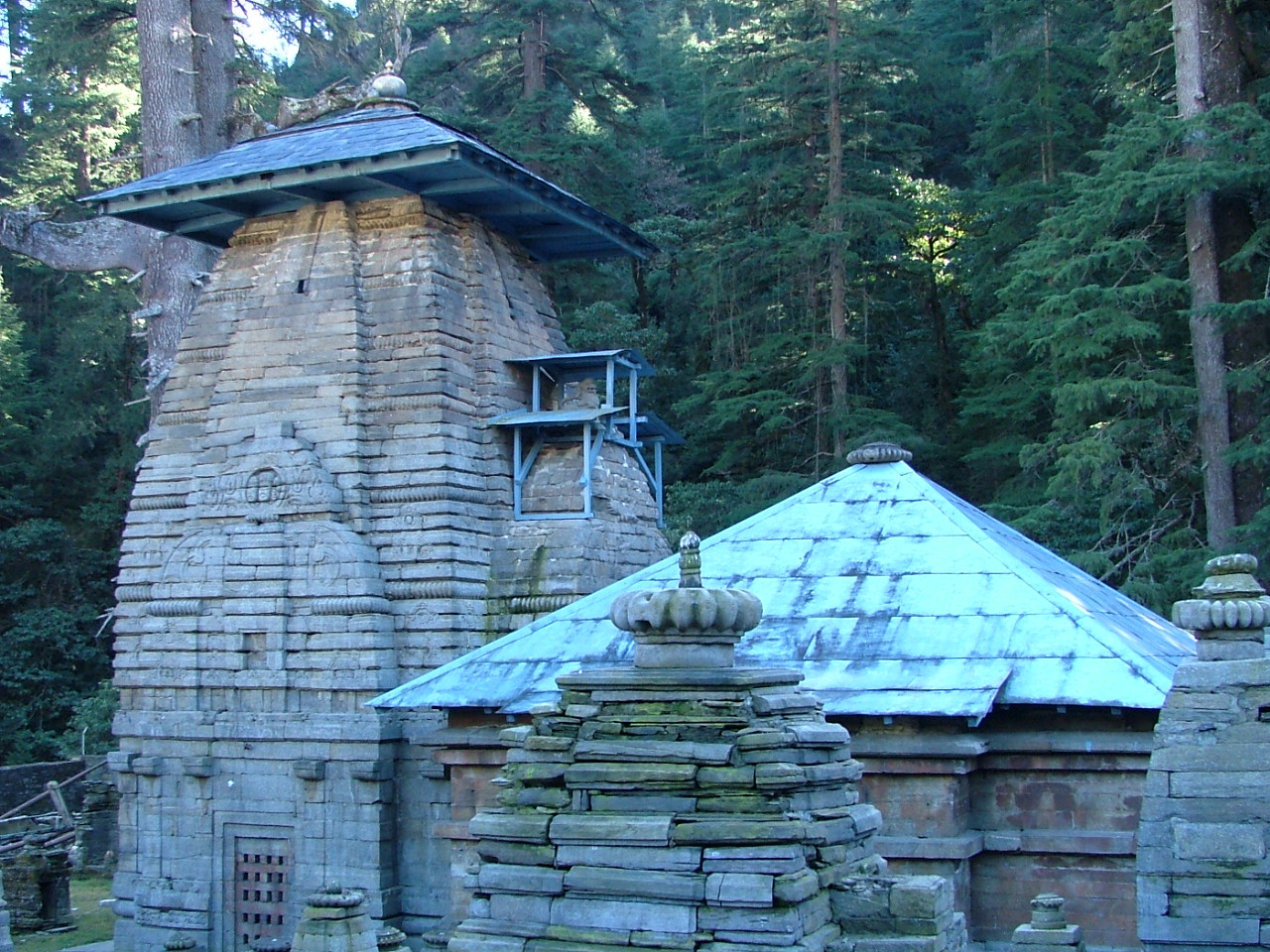

纳格什瓦拉究提林迦（Nageshwar Jyotirlinga）是印度教的十二个究提林迦之一，位于古吉拉特邦的德瓦尔卡。
十二个究提林迦包括古吉拉特邦的索姆纳特寺、安得拉邦斯里赛拉姆的马利卡尔朱纳究提林迦、中央邦乌贾因的马哈卡莱什瓦尔究提林迦、中央邦的奥姆卡雷什瓦尔寺、喜马拉雅山的凯达尔纳特寺、马哈拉施特拉邦的比马尚卡尔寺、北方邦瓦拉纳西的湿婆金庙、马哈拉施特拉邦的特里巴凯什瓦尔湿婆寺、贾坎德邦德奥加尔的拜迪亚纳特寺、马哈拉施特拉邦的纳格什瓦拉究提林迦、泰米尔纳德邦拉梅斯沃勒姆的拉马纳塔斯瓦米寺、马哈拉施特拉邦奥郎加巴德的格里什内什瓦尔寺。